# Кансу I
Кансу I (*13 грудня 1089 або 17 січня 1090 — 1167) — 4-й володар Паганського царства у 1112—1167 роках. Відомий також як Алаунгсітху (бірм. အလောင်းစည်သူ) і Сітху I.

## Життєпис
Син принца Союна (син володаря Солу) і Шве Ейнті (доньки володаря Чанзітти). Народився 1089 або 1090 року. Отримав ім'я Зеятура Сітху. Невдовзі оголошений спадкоємцем трону, оскільки син Чанзітти — Язакумар — народився від наложниці та ще до сходження того на трон. 1112 року після смерті діда спадкував владу, взявши тронне ім'я Шрі Трібхуванадіті Паварапандіта Судхаммараджа Махадхіпаті Нарапатісітху. Втім більше відомий як Кансу I або Алаунгсітху.
Спочатку вимушений був рушити на придушення монських повстань в Теттіті й Тенассерімі (про підкорення того свідчить напис мовою палі у М'єї) та північному Аракані. Боротьба проти араканського узурпатора Кахтона тривала до 1118 року, коли того було повалено й відновлено на троні Лет'ю Мін Нана, що визнав зверхність Пагану. Після цього Кансу I відправляв кілька разів війська на північ. Хроніки завзято називають їх походами проти країни Тароп з метою отримання зуба Будди, який зберігався у її володаря. Насправді це були каральні експедиції проти гірських племен, які блокували торговий шлях і загрожували північним районам Паганського царства.
Бірманські хроніки повідомляють, що володар мандрував усюди своїми володіннями, засновуючи численні пагоди, фортеці в ключових містах, бірманських колоній, іригаційних споруд (водосховищ, гребель тощо). Храми, побудовані під час його правління, включають останні зразки монської архітектури в Пагані, а також перші спроби побудувати храми в бірманському стилі, найвідомішим прикладом яких є Татбінью (1144 рік, неподалік від храму Ананда) і храм Швегугі поруч із власним палацом.
Повідомляється, що він також доплив на південь до Малайї та Бенгалії на заході, подорожував до Наньчжао. Ймовірно ці мандрівки були частково й військовими походами, завдяки чому розширено торгівельні зв'язки Паганського царства в Бенгальській затоці та Андаманському морі. Водночас під час тривалий мандрівок правителя в Пагані відбувалися заворушення, під час одного з яких постраждав навіть його палац.
З метою зміцнення держави та поліпшення торгівлі запровадив стандартизовані міри та ваги по всій країні. Стандартизація стала поштовхом для монетизації економіки. При Кансі I відбувається реакція на процес «монизації» Пагана, який проводився його попередником. Зміцніла бірманська знать намагається витіснити монів з високих посад. Свідченням цього є зникнення згадок про монських сановників при описі церемоній, а також різке зменшення числа написів монською мовою.
Наприкінці панування погиркався з сином-спадкомцем Мін Шинсо (згідно з хроніками за те, що той погано поводився з людьми), якого було заслано до містечка біля озера Аунг Пінле (поблизу сучасного Мандалая). Новим спадкоємцем став син Наратху. 1165 року останній очолював війська у війні проти ланкійської держави Полоннарува, але діяв невдало, внаслідок чого паганський флот і армія зазнали поразки, а Кансу I вимушений був укласти невигідний мирний договір.
1167 року Кансу I захворів, чим скористався Наратху, який відсторонив того від влади, а коли стан Кансу I покращився, син задушив його.